# Baronia de Toga
La baronia de Toga fou una baronia del Regne de València formada en el segle xv, situada a la regió del Sogorb. El primer titular fou, probablement, Francesc Carròs-Pardo de la Casta i de Bellvís (del llinatge Carròs, mort el 1509). A finals del segle xviii la baronia passà a mans dels Arroyo. El 1868 fou reconeguda com a títol del regne a favor de José María Arroyo y Molina. Dinou anys més tard, el 1887, la baronia passà a mans dels marquesos de Cadimo (llinatge Almansa).

## Toponímia
La baronia de Toga i la de Torres Torres a la qual va pertànyer el municipi han servit com un dels motius per decidir el canvi de nom del municipi d'Alfara d'Algimia pel d'Alfara de la Baronia.